# Philothis arcanus
Philothis arcanus är en skalbaggsart som beskrevs av Reichardt 1930. Philothis arcanus ingår i släktet Philothis och familjen stumpbaggar. Inga underarter finns listade i Catalogue of Life.